# 4480 Nikitibotania
4480 Nikitibotania eller 1985 QM4 är en asteroid i huvudbältet som upptäcktes den 24 augusti 1985 av den rysk-sovjetiske astronomen Nikolaj Tjernych vid Krims astrofysiska observatorium på Krim. Den har fått sitt namn efter Nikitian State Botanical Gardens, grundat 1812.
Asteroiden har en diameter på ungefär 9 kilometer och den tillhör asteroidgruppen Nysa.